# Przedni skraj obrony
Przedni skraj obrony – linia czołowych punktów oporu wchodząca w skład pasa obrony. 
W warunkach organizacji obrony bez styczności z nieprzyjacielem, często przygotowuje się pozorny przedni skraj obrony dla wprowadzenia przeciwnika w błąd co do przebiegu właściwego przedniego pasa obrony. Pozorny przedni skraj obrony stanowi zazwyczaj przedni skraj pozycji wysuniętej lub pierwszej pozycji pasa przesłaniania.